# Самюъл Бекет
Самюъл Баркли Бекет (на английски: Samuel Beckett) е ирландски драматург, романист и поет, писал на английски и френски език и удостоен с Нобелова награда за литература през 1969 година.
Някои от най-известните му пиеси са „В очакване на Годо“ (1952), „Катастрофа“ (1982), „Краят на играта“ (1957), „О, щастливи дни“ (1960), „Последната лента на Крап“ (1958).
Автор е на романа „Молой“ (1951) и на сборниците „Разкази и текстове за нищо“ (1967) и „Обезселителят и други разкази“.
Оказва силно влияние върху развитието на английската драматургия и до днес, включително и върху Нобеловия лауреат Харолд Пинтър, което е особено осезаемо в ранното му творчество.

## Биография

### Ранни години и образование
Самюъл Бекет е роден на 13 април 1906 година в семейството на Уилям Франк Бекет и Мария Джоунс Роу – скромни протестанти, чието имение в дъблинското предградие Фоксрок присъства в прозата и пиесите на автора. Майка му е медицинска сестра, а баща му – плановик на постройки. Самюъл има и по-голям брат – Франк Едуърд Бекет.
На петгодишна възраст Самюъл присъства на училищна постановка, вследствие на което започва да се учи да свири. След това е ученик в Ърлсфортското училище, а през 1919 година се записва в Портъра Ройъл Скул, където е учил и Оскар Уайлд. Атлет по природа, Бекет се занимава активно с крикет и като играч на Университета в Дъблин е единственият нобелов лауреат, записан в Библията на крикета.

### Първи творби
Бекет изучава английски, френски и италиански в Тринити Колидж, Дъблин, след което започва кратка преподавателска кариера като лектор в Екол Нормал Сюпериор в Париж. Докато е там, Самюъл се запознава с Джеймс Джойс, което повлиява върху по-нататъшните му занимания. Бекет асистира на Джойс в множество занимания, едно от които е проучванията върху книгата „Бдение над Финеган“.
През 1929 година Бекет публикува първата си творба – критическото есе „Данте... Бруно... Вико... Джойс.“ Есето защитава метода на Джойс срещу упреците за прекалена разточителност, неясност и неопределеност. Поместено е в сборник с критически есета върху Джойс, а през същата година Бекет се запознава и с Езра Паунд. Отношенията между Бекет и Джойс охладняват, когато Самюъл отказва да поддържа връзка с Лучия, дъщерята на Джойс, позовавайки се на прогресиращата ѝ шизофрения.
Първият кратък разказ на Бекет – Assumption, е публикуван в експерименталното литературно издание „Транзишън“. На следващата година той печели неголяма литературна награда за своята необмислено композирана поема „Курвоскоп“ (Whoroscope), разказваща за биографията на Рене Декарт, която Бекет четял по това време.
През 1930 Бекет се връща в Тринити Колидж като лектор. През ноември същата година представя пред публиката „Кид“ – текст относно поет от Тулуза, който създал свое движение. Това се оказало литературна пародия на „Сид“, но впоследствие самият Бекет твърди, че не е възнамерявал да заблуждава публиката. През 1931 година той слага край на своята кратка академична кариера с поемата „Гном“, вдъхновена от „Вилхелм Майстер“ на Гьоте.
След това Бекет пътува из Европа. Докато е в Лондон, публикува „Пруст“ (1931) – критическо изследване върху едноименния френски автор. Две години по-късно, след смъртта на баща му, Бекет започва двугодишно лечение при доктор Уилфред Бион, аспекти на което могат да бъдат забелязани в някои от по-късните творби на автора като „В очакване на Годо.“
През 1932 Бекет пише първата си новела – Dream of Fair to Middling Women, която е силно автобиографична, но е изоставена от автора си след няколко неуспешни опити за публикуване. Новелата е публикувана чак през 1992 година, три години след смъртта на Бекет.
Бекет публикува множество есета и ревюта като „Съвременна ирландска поезия“ (в The Bookman, август 1934) и „Хуманистичен съзерцателен мистицизъм“, ревю на поемите на неговия близък приятел Томас Макгрийви. Тези произведения на Бекет са фокусирани около творбите на Макгрийви, Брайън Кофей, Денис Девлин и Бланайд Салкълд въпреки техните слаби постижения за това време. В опит да очертае границите на ирландския модернистичен канон, Бекет разпознава френските символисти като техни предшественици и описва творчеството им като „ядрото на живата поезия в Ирландия“.
През 1935 година Бекет започва да работи върху своят роман „Мърфи“ – героят на творбата очаква смъртта си в лудница.
„В началото бе каламбурът. И тъй нататък“ 
През 1936 година Бекет завършва „Мърфи“ и заминава на пътешествие из Германия. Издателите отхвърлят ръкописа. Когато се завръща в Ирландия, „Мърфи“ вече е публикувана там и той я превежда собственоръчно на френски език. Заради неразбирателство с майка си Самюъл взима решението да се установи за постоянно в Париж по време на Втората световна война, където успява да възстанови отношенията си с Джойс.
През май месец на същата година той пише в писмо до своя приятел Макгрийви, че има желание да замине за Москва и да учи в Университета по кинематография „С. А. Герасимов“ при Сергей Ейзенштайн. В рамките на следващата година Бекет се свързва с Ейзенштайн, но писмото му не достига до целта си, защото Ейзенштайн е болен от шарка и му е наложена карантина.
През 1938 година в Париж Бекет е намушкан в гръдния кош, след като отказва на молбата на известния сводник Прудент. Джойс урежда самостоятелна стая за Бекет в болницата, но големият интерес около случилото се довежда при него Сюзан Дьошево-Дюменил, която познава Бекет бегло от престоя му в Париж. Двамата завързват дългогодишно приятелство. Бекет сваля обвиненията срещу своя нападател, за да избегне по-нататъшни формалности и защото намира Прудент за доста симпатичен човек с добри обноски.

### Втората световна война
След германската окупация през 1940 година, Бекет се присъединява към френската съпротива и работи за нея като куриер. „Предпочитам Франция във война, отколкото Ирландия в мир“, казва Бекет в писмо до Сюзан.
През август 1942 година неговото военно поделение е предадено и той, заедно със Сюзан, е принуден да бяга. Установява се в градче в югоизточна Франция – Воклюз, където продължава да подкрепя съпротивата, като складира въоръжения в задния си двор. По време на двугодишния му престой на това място той помага да бъде саботирана немската армия в планината, като за усилията си срещу немската окупация той впоследствие е награден с два ордена. Въпреки това, до края на живота си Бекет говори за тази част от живота си като за „момчешка работа“. Докато се крие, Бекет продължава работата си върху своя роман „Уат“ –дълъг монолог на един скитник, публикуван през 1953 година.

### Популярност – новелите и театъра
През 1945 година, по време на краткото си посещение в Дъблин, Бекет получава прозрение относно бъдещите си литературни занимания. Почувствал, че може да остане цял живот в сянката на Джойс, той решава да промени посоката на своите занимания и да признае пред себе си собствената си глупост, неведение и слабост:
„Осъзнах, че Джойс е достигнал толкова далеч, колкото далеч може да стигне един човек в устрема си да узнае повече. [...] Осъзнах, че моят собствен път е в изчерпването, в липсата на знание, в отнемането, а не в прибавянето.“ 
Ноусън казва, че „Бекет отрича принципа на Джойс, че узнаването на колкото се може повече е начин за креативно разбиране на света и начин за контрол на този свят. В бъдеще неговите творби ще са фокусирани върху бедността, провала, изгнанието и загубата, върху, както той казва, човека като незнаещ и неможещ.“ Прозрението на Бекет е централен момент за цялата му кариера. То е фикционализирано в постановката му „Последният запис“ (Krapp’s Last Tape, 1958). В тази постановка Крап слуша запис, направен от самия него на магнетофона, когато е бил млад, и чува следното изречение – „Стана ми ясно, че тъмнината, която винаги настървено бях отхвърлял, е всъщност моят най-...“. Изречението прекъсва преди слушателите да могат да чуят края му, защото Крап превърта бързо лентата напред, но по-късно Бекет признава, че последните думи са били „ценен съюзник“.
През 1946 година списанието на Жан Пол Сартр публикува първата част на Бекетовата история „Сюита“ (Suite), без редакторите да осъзнават, че това е само първата част. Впоследствие отказват да публикуват втората, а историята е по-известна под името „Краят“. Бекет също така започва да пише своя четвърти роман, „Мерсие и Камие“ (Mercier et Camier), който не е публикуван до 1970 година. Романът предвещава най-известната му творба – „В очакване на Годо“, която е написана недълго след това. „Мерсие и Камие“ е първата по-дълга творба на Бекет на френски език. Въпреки че английският е родният език на Бекет, той предпочита да пише на френски, защото, както той сам казва, му е по-лесно да пише „без стил“.
Самюъл Бекет е най-известен заради пиесата си „В очакване на Годо“ (1953). В често цитираната статия, критикът Вивиан Мерсие пише, че Бекет „е постигнал теоретично невъзможното – пиеса, в която нищо не се случва и въпреки това публиката не може да откъсне очи. Още повече, втората част почти повтаря първата, т.е. Бекет е написал пиеса, в която не се случва нищо два пъти.“ Както повечето си творби след 1947 година, и пиесата е написана на френски език със заглавието En attendant Godot. Бекет работи върху пиесата между октомври 1948 и януари 1949 година. Публикува я през 1952, а премиерата ѝ е през 1953. Английският превод, дело на самия Бекет, излиза две години по-късно. Режисирана от Роджър Блин, пиесата има противоречив успех в Париж, а след това и по целия свят.
Бекет превежда на английски всички свои творби сам, с изключение на „Молой“, когато си сътрудничи с Патрик Боул. Успехът на „В очакване на Годо“ отваря път за кариера на Бекет в театъра. Впоследствие Бекет успешно пише по-дълги пиеси като „Последният запис“(Krapp’s Last Tape).
През 1949 година Бекет пише романа „Думи няма“ (или „Неназовимото“), преведен на английски от самия него през 1953 година.
„Трябва да говоря, макар да нямам да кажа нищо, нищо освен чуждите думи. (…) И тъй, трябва да се продължава, значи ще продължавам, трябва да се изричат думи, докато ги има, трябва да се изричат, докато те ме намерят, докато ми говорят – странна мъка. Пълен разпад. Няма Аз, няма Имам, няма Съм, няма подлог, няма допълнение, няма сказуемо. Няма начин да се продължава… В края на моето дело има само прах: назоваемото.“(Из „Думи няма“) 

### Късен живот и смърт
60-те години на 20 век са период на промяна за Бекет, едновременно на лично и професионално ниво. През 1961 година Бекет се жени за Сюзън в тайна гражданска церемония в Англия.
Успехът на пиесите му води до покани да присъства на репетиции и продукции из целия свят, което му отваря възможност за кариера като театрален режисьор. През 1956 година пише първата си радиопиеса – „Всички, които падат“ (All That Fall). След това спорадично продължава да пише за радиото и театъра, но разширява интересите си към киното и телевизията. Започва да пише отново на английски, макар че френският остава да присъства до края на живота му.
През 1953 година Бекет купува парче земя на около четиридесет мили североизток от Париж и си построява собственоръчно вила с помощта на местните хора. Един от местните, с когото Бекет се сприятелява, е Борис Русимов, който по баща е българин. Синът на Русимов – Андре Гиганта, имал проблеми с това да отиде до училище, затова Бекет предложил да го откара с камиона си, чиято каросерия била достатъчно голяма, за да побере детето. Андре по-късно споделя, че по време на пътуванията те с Бекет рядко са разговаряли за нещо различно от крикет.
От края на 50-те години на 20 век до края на живота си Бекет поддържа отношения с вдовицата Барбара Брей, която работи като редактор за BBC. Бекет е привлечен от нейната интелигентност и начетеност и отношенията им, паралелно на тези със Сюзън, означават много и за двамата и слагат начало на дългогодишно приятелство.
През октомври 1969 година, докато е на почивка със Сюзън в Тунис, Бекет научава, че е спечелил Нобеловата награда за литература. Предчувствайки, че прикритият ѝ по природа съпруг ще бъде обременен със слава от този момент нататък, Сюзан нарича наградата „катастрофа“. Бекет дарява цялата парична награда и въпреки че не отделя много време на интервюта и срещи със своите последователи, писмата му до Рой Фостър разкриват, че той не само е бил неочаквано дружелюбен, но и често е бил готов да разговаря за своята работа и процеса зад нея със свои привърженици.
Сюзън умира на 17 юли 1989 година. Интерниран в частна клиника и страдащ от емфизема и предполагаемо от болестта на Паркинсън, Бекет умира на 22 декември 1989 година в Париж. Погребан е заедно със Сюзън, като двамата споделят една гранитна плоча, която отговаря на изискванията на Бекет да бъде „всеки цвят, стига да е сива.“
Барбара Брей умира в Единбург на 25 февруари 2010 г.

## Творчество
Творчеството на Бекет може условно да се раздели на три периода:
- ранно творчество – до края на Втората световна война през 1945
- среден период – от 1945 до началото на 60-те години
- зрял период – от началото на 60-те години до смъртта му през 1989

### Ранно творчество
Смята се, че първите творби на Бекет са силно повлияни от работите на неговия приятел Джеймс Джойс. Те са ерудирани и демонстрират авторовото познание само за себе си, което довежда до неясни и трудно разбираеми пасажи. Началните изречения на „Повече убождания, отколкото ритници“(More Prick Than Kicks) са показателни за това.
Творбата сама по себе си съдържа препратки към „Божествена комедия“ на Данте и включва характерни и за по-късното му творчество елементи: физическа пасивност на героите, задълбочаването в собствените им мисли, както и на места непочтителния хумор.
Първият публикуван роман на Бекет – „Мърфи“ (1938), изследва темата за лудостта и шахмата, и двете от които са повтарящи се проблеми в цялото му творчество. Изречението, с което започва произведението, загатва песимистични оттенъци и черен хумор, които движат много от текстовете на Бекет – „Слънцето осветяваше, без да има алтернатива, нищото ново.“ 
„Уат“, написана по време на укриването на Бекет през Втората световна война, е идентична в тематично отношение, но не толкова изобилна откъм стил. Творбата показва човешкото движение като математическа пермутация, предвещавайки по-късното занимание на Бекет с прецизното движение.
Есето на Бекет от 1930 година „Пруст“ е силно повлияно от Шопенхауеровия песимизъм и хвалебствените описания на непорочния аскетизъм. По това време Бекет започва да пише продуктивно на френски език. Към края на 1930 година той съчинява известен брой кратки поеми, събрани в Echo’s Bones and Other Precipitates (1935), чиято оскъдност в контраст с голямата „населеност“ на творчеството му на английски език показва процеса на опростяване на художествения език. „Уат“ също е показателна в това отношение.

### Среден период
След Втората световна война Бекет се обръща напълно към френския език. Това, заедно с прозрението, което получава, определят неговото разбиране, че творчеството му трябва да бъде субективно и извлечено изцяло от вътрешния му свят.
През 15-те години след войната Бекет пише четири „пълнометражни“ пиеси – „В очакване на Годо“ (1948 – 1949), Fin de Partie (1955 – 1957), „Последният запис“ (Krapp’s Last Tape, 1958) и „Щастливи дни“ (Happy Days, 1961). Тези пиеси, погрешно или не, често са смятани за инструмент на т. нар. „Театър на абсурда“. Темите в тях са почти подобни на темите, които вълнуват екзистенциалистите по това време.
Терминът „Театър на абсурда“ е измислен от Мартин Еслин в едноименната му книга. Еслин твърди, че тези пиеси на Бекет са олицетворение на идеята на Албер Камю за абсурда. Поради тази причина Бекет често е погрешно смятан за екзистенциалист, макар че самият Камю се отдалечава от екзистенциализма и основава своя собствена философия. Въпреки че коментираните теми са сходни, Бекет няма голям афинитет към екзистенциализма като цяло.
В общи линии, тези пиеси третират темите за отчаянието и желанието да оцелееш въпреки това отчаяние пред лицето на един неразбиращ и неразбираем свят. Думите на Нел – един от героите в „Краят на играта“, който е хванат в клопка в кофите за боклук, може най-добре да обобщи темите от този период от творчеството на Бекет: „Нищо не е по-забавно от нещастието, гарантирам ти това. ... Да, да, това е най-комичното нещо в този свят. И ние се смеем, смеем се с желание, в началото. Но винаги е едно и също. Да, това е като забавна история, която сме чували твърде често, ние все още я намираме за смешна, но не се смеем повече.“ 
Постижения на Бекет в прозата през този период са трите романа „Молой“ (1951), „Малоун умира“ (1951), „Неназовимото“ (1953). В тези романи, които често са смятани за трилогия, въпреки че това е против желанието на автора, прозата става изключително оголена и лишена от украса. „Молой“, например, все още поддържа много от характеристиките на традиционен роман (време и място, движение и сюжет) и използва структурата на детективския роман. В „Малоун умира“ движението и сюжетът са доста освободени, въпреки че все още има индикации за място и течение на времето. „Действието“ в книгата е под формата на вътрешен монолог. В „Неназовимото“ времето и мястото са почти премахнати и основната тема изглежда е конфликтът между тласъка на гласа да продължи да говори, за да продължи да съществува, и неговия почти толкова силен порив към мълчание и забрава. Въпреки широко разпространеното схващане, че творбите на Бекет са в основата си песимистични, желанието за живот печели накрая. Доказателство за това е известната финална фраза от „Неназовимото“: „Не мога да продължа, ще продължа“. 
След тези три романа Бекет се опитва в продължение на много години да напише цялостен текст в проза, опит, пример за който са кратките истории, по-късно събрани в „Текстове за нищо“ (Texts for Nothing). В края на 50-те години Бекет създава една от най-радикалните си творби в проза – „Как е“ (1961, по-ранна версия на която е публикувана през 1959 г.). Тази творба представя приключенията на безименен разказвач, който пълзи през калта докато носи торба консерви. Написана е под формата на поредица от параграфи без пунктуация в телеграмния стил:
„тук сме някъде живи някъде безкрайно време след това свършва вече не сме после отново сме тук не е било свършило грешка малко или повече трябва да се започва отначало на същото място на друго както когато нова картина там горе на светло човек идва в съзнание в мрака и болницата“ 
След тази творба минават почти 10 години преди Бекет да напише друга творба в проза. „Как е“ бележи края на този период в творчеството на Бекет.

### Късно творчество
През 60-те и 70-те години творбите на Бекет демонстрират все по-голяма тенденция към компактност. Това е причината понякога той да бъде определян като минималист. Краен пример за това е написаната през 1969 година пиеса „Дъх“ (Breath), която трае едва 35 секунди и няма герои. Първоначално тя е била използвана за интродукция към авангардното театрално ревю „О! Калкута!“.
По отношение на театъра героите на Бекет, вече и без това малко на брой, са сведени само до основни техни елементи. Иронично озаглавеното произведение Play (1962), например, се състои от трима герои, потопени до шиите в погребални урни. Телевизионната драма „Кажи, Джо“ (Eh Joe, 1963), написана за актьора Джак Макгоурън, е движена от камера, фокусирана само върху лицето на героя. Пиесата „Не“ (Not I, 1972) е изградена само от, по думите на самия Бекет, „движеща се уста със затъмнена останала част от сцената.“ 
Следвайки тенденцията от „Последният запис“, много от тези късни пиеси коментират темата за паметта, често под формата на насилствено припомняне на моменти от миналото, които преследват героя в момент на покой. Пиесите също така поддържат темите за самоограничението и самонаблюдението. Това се осъществява или чрез глас, който главата на протагониста чува (в „Кажи, Джо“), или чрез коментарите на друг герой под формата на жестове (в „Не“). Най-силно обвързаната с политиката творба на Бекет – „Катастрофа и други драмички“ (1982), е посветена на Вацлав Хавел и коментира относително експлицитно темата за диктатурата. След дълъг период на застой, поезията на Бекет се съживява по време на изключително сбитите френски поеми, наричани mirlitonnades. Някои от тях съдържат само шест думи. Правени са много опити те да бъдат преведени на английски, но към момента не са публикувани.
Прозата на Бекет през този период не е толкова продуктивна, колкото творчеството му, което е свързано с театъра, за което говорят и издадените през 1976 година прозаични текстове под заглавието Fizzles. Бекет изживява своеобразно възраждане с повестта „Компания“ (Company, 1980), последвана от „Зле видяно, зле казано“ (III Seen III Said, 1982) и „Тръпки“ (Worstward, 1984). Тези текстове са събрани в сборника Nohow On. В тях Бекет продължава своите занимания с темата за паметта, самоограничението и самонаблюдението.
В болницата и в частната клиника, където прекарва последните години от живота си, Бекет написва и своята последна творба – поемата „Каква е думата“ (What Is The Word, 1988). Поемата интерпретира невъзможността на човек да намери думи, с които да изрази самия себе си – тема, присъстваща и в по-ранното му творчество, но вероятно засилена от болестта му.

## Културно наследство
Измежду всички англоговорещи модернисти, Самюъл Бекет е този, чиито творби в най-голяма степен представляват критика срещу реалистичната традиция. Той разкрива възможността театъра и фикцията да се освободят от конвенционалния сюжет и единението на време и място, за да се фокусират върху основните компоненти на човешкото състояние. Творчеството му има голямо влияние върху експерименталното писане още от 50-те години на миналия век, а творбите му и до днес генерират противоречива по същността си критика. Някои по-ранни философи като Сартр го възхваляват, от една страна, заради откровенията на Бекет по отношение на абсурда, а от друга, заради отказа му от простотата. Хора като Георг Лукач го осъждат заради неговия „декадентски“ отказ от реализма.
След смъртта на Бекет всички права върху неговите пиеси са предоставени на Бекет Естейт, ръководена от племенника на Самюъл – Едуард Бекет. Бекет Естейт има спорна репутация заради поддържания от тях контрол върху начина, по който се играят пиесите на Бекет. Агенцията не дава лиценз на продукции, които не се придържат към сценичната режисура на автора.
Историци, заинтересувани от проследяването на кръвната линия на Бекет, са получили достъп до проби от ДНК-то на автора, за да проведат молекулярни генеалогични проучвания, които да установят по-прецизно неговото родословие.
Ирландската пощенска служба издава възпоменателна марка с лика на Бекет през 1994 година, а Централната ирландска банка пуска в тираж две възпоменателни монети на 26 април 2006 година – една сребърна на стойност 10 евро и една златна на стойност 20 евро.
На 10 декември 2009 година на името на Самюъл Бекет е кръстен мостът над река Лифей в Дъблин. Архитектът на моста е Сантяго Калатрава, същият, който проектира и моста „Джеймс Джойс Бридж“ през 2003 година.
На името на Самюъл Бекет е кръстен кораб, а паметна плоча за него е поставена в училището в Портъра.
Личности като Вацлав Хавел, Джон Бенвил и Том Стопард публично изразяват своята признателност към примера на Бекет. Тревор Джойс и Катерин Уолш също заявяват, че се придържат към Бекетовата модернистична традиция като алтернативна на доминиращия реализъм.

### Театър
Творчеството на Бекет е предмет на множество изследвания, изхождащи от различни позиции. Излизат специализирани академични журнали, посветени изцяло на тях..

## Произведения
Tеатър
- Човешки желания (Disjecta / Human Wishes) – 1936; публикувана 1984
- Елефтерия (Eleutheria) – 1940-те; публикувана 1995
- В очакване на Годо (Waiting for Godot) – 1953
- Закон без думи I (Act Without Words I) – 1956
- Акт без думи II (Act Without Words II) – 1956
- Край на играта (Endgame) – 1957
- Последната лента на Крап (Krapp's Last Tape) – 1958
- Грубо за театър I (Rough for Theatre I) –
 края на 1950-те
- Грубо за театър II (Rough for Theatre II) –
 края на 1950-те
- Щастливи дни (Happy Days) – 1961
- Пиеса (Play) – 1963
- Идват и си отиват (Come and Go) – 1965
- Дъх (Breath) – 1969
- Не аз (Not I) – 1972
- Това време (That Time) – 1975
- Стъпките (Footfalls) – 1975
- Нито пък (Neither) /опера, музика от Мортън Фелдман/ – 1977
- Част от монолога (A Piece of Monologue) – 1980
- Роккаби (Rockaby) – 1981
- Охайска импровизация (Ohio Impromptu) – 1981
- Катастрофа (Catastrophe) – 1982
- Какво, къде (What Where) – 1983

Радиопиеси
- Всичко това пада (All That Fall) – 1957
- От изоставена работа (From an Abandoned Work) – 1957
- Жар (Embers) – 1959
- Грубо за Радио I (Rough for Radio I) – 1961
- Грубо за Радио II (Rough for Radio II) – 1961
- Думи и музика (Words and Music – 1961
- Каскандо (Cascando) – 1962

За Tелевизията
- Е, Джо (Eh Joe) с Джак Макгоуран – 1965
- Началото на края (Beginning To End) с Джак Макгоуран – 1965
- Трио на призрак (Ghost Trio) – 1975
- ... Но облаците...(... But the clouds...) – 1976
- Куадро I + II (Quad I + II) – 1981
- Нощ и мечти (Nacht und Träume) – 1982
- Бекет ръководи Бекет (Beckett Directs Beckett) – 1988/92)

За Киното
- Филм (Film) – 1965

### Прозаични и по-дълги текстове
Романи
- Dream of Fair to Middling Women (1932; published 1992)
- Murphy (1938)
- Watt  (1945; published 1953)
- Mercier and Camier (1946; published 1974)
- Molloy (1951)
- Malone Dies (1951)
- The Unnamable (1953)
- How It Is (1961)

Новели
- The Expelled (1946)
- The Calmative (1946)
- The End (1946)
- The Lost Ones (1971)
- Company (1980)
- Ill Seen Ill Said (1981)
- Worstward Ho (1983)
- As the Story was Told (1990)

Разкази
- More Pricks Than Kicks (1934)
- First Love (1945)
- Stories and Texts for Nothing (1954)
- Fizzles (1976)
- Stirrings Still (1988)

Есеистика
- Our Exagmination Round His Factification for Incamination of Work in Progress/Dante...Bruno. Vico..Joyce (1929)
- Proust (1931)
- Three Dialogues (with Georges Duthuit and Jacques Putnam) (1949)
- Disjecta (1929 – 1967)
- L'Image (1959)

## Преводи на български език
- В очакване на Годо, София:Народна Култура, 1980
- Краят на играта. в Йонеско, Бекет, „Пиеси“, Кюстендил: Прилеп, 1990.
- Мърфи. С., Фама, 1995.
- Как е. Плевен: ЕА, 1995.
- Разкази и текстове за нищо. С., Фама, 2004.
- Обезселителят. С., Фама, 2004.
- Катастрофа. С., Фама, 2004.
- Първа любов. С., Фама, 2006.
- Молой, Малоун умира. Неназовимото /три романа/. С., 2007.
- Мерсие и Камие. С., Фама, 2012.

## Изследвания
- Антоанета Дончева, Самюъл Бекет: сияйното отсъствие, С., Изток-Запад, 2022, 413 стр.

- Манчева, Дина. Митът в драмите на Бекет. – В: Научна конференция В търсене на митичната тъкан. Пловдив, 15 – 17 април 2000.
- Терзиева А., Френският театър на абсурда, София: СУ, 1992
- Театр абсурда. Под ред. Т. Б. Проскурниковой и др. СПб., 2005.
- Ронън Макдонълд. Ирландското измерения на Бекетовия контекст. – Съвременник, 2010, № 2.
- Антоанета Дончева, „Езикът на самоотнемащия се субект на Бекет“ Архив на оригинала от 2012-12-17 в Wayback Machine., в: Philosophia: електронно списание за философия и култура Архив на оригинала от 2016-10-30 в Wayback Machine., 1/2012
- Александър Кьосев, „Предпоследната лента на Крап“ Архив на оригинала от 2013-06-11 в Wayback Machine., в: в. „Култура“
- Badiou A., (2003) On Beckett, transl. and ed. by A. Toscano and N. Power. London: Clinamen Press.
- Антоанета Дончева, Раненото тяло. Болката като онтология в творчеството на Бекет. (и др.) Архив на оригинала от 2017-08-26 в Wayback Machine.